# Грибная улица (Сестрорецк)
Грибна́я у́лица — улица в городе Сестрорецке Курортного района Санкт-Петербурга. Проходит от Жемчужной улицы до Левашовского шоссе (фактически до Матросской улицы).
Название присвоено 4 июля 2007 года. Ни в протоколе решения топонимической комиссии, ни в Большой топонимической энциклопедии этимология не раскрывается.
До 2016 года Грибная улица представляла собой грунтовку. Теперь там построена асфальтированная улица с тротуаром.
Фактически Грибная улица проходит от Жемчужной улицы до Матросской улицы. Такими же были и юридические границы. Однако проектами планировки улицу решено довести до Левашовского шоссе. 28 декабря 2016 года юридические границы Грибной улицы также были продлены до Левашовского шоссе.

## Перекрёстки
- Грибной переулок
- Грибной переулок
- Рыбацкая улица